# Тріозофосфатізомераза-1
Тріозофосфатізомераза-1 (англ. Triosephosphate isomerase 1) – білок, який кодується геном TPI1, розташованим у людей на короткому плечі 12-ї хромосоми.  Довжина поліпептидного ланцюга білка становить 286 амінокислот, а молекулярна маса — 30 791.
| 10         |  | 20         |  | 30         |  | 40         |  | 50         |
| ---------- |  | ---------- |  | ---------- |  | ---------- |  | ---------- |
| MAEDGEEAEF |  | HFAALYISGQ |  | WPRLRADTDL |  | QRLGSSAMAP |  | SRKFFVGGNW |
| KMNGRKQSLG |  | ELIGTLNAAK |  | VPADTEVVCA |  | PPTAYIDFAR |  | QKLDPKIAVA |
| AQNCYKVTNG |  | AFTGEISPGM |  | IKDCGATWVV |  | LGHSERRHVF |  | GESDELIGQK |
| VAHALAEGLG |  | VIACIGEKLD |  | EREAGITEKV |  | VFEQTKVIAD |  | NVKDWSKVVL |
| AYEPVWAIGT |  | GKTATPQQAQ |  | EVHEKLRGWL |  | KSNVSDAVAQ |  | STRIIYGGSV |
| TGATCKELAS |  | QPDVDGFLVG |  | GASLKPEFVD |  | IINAKQ     |  |            |

A: Аланін

C: Цистеїн

D: Аспарагінова кислота

E: Глутамінова кислота

F: Фенілаланін

G: Гліцин

H: Гістидин

I: Ізолейцин

K: Лізин

L: Лейцин

M: Метіонін

N: Аспарагін

P: Пролін

Q: Глутамін

R: Аргінін

S: Серин

T: Треонін

V: Валін

W: Триптофан

Цей білок за функцією належить до ізомераз. 
Задіяний у таких біологічних процесах як гліколіз, глюконеогенез, пентозне шунтування. 